# Stazione di Montelupo-Capraia
Stazione di Montelupo-Capraia vasútállomás Olaszországban, Montelupo Fiorentino településen.

## Vasútvonalak
Az állomást az alábbi vasútvonalak érintik:
- Pisa–Firenze-vasútvonal

## Kapcsolódó állomások
A vasútállomáshoz az alábbi állomások vannak a legközelebb:
- Stazione di Empoli (Stazione di Pisa Centrale)
- Stazione di Lastra a Signa (Stazione di Firenze Santa Maria Novella)
- Stazione di Signa (Stazione di Firenze Santa Maria Novella)